# Giovanni Battista Derchi
Giovanni Battista Derchi (San Pier d'Arena, 4 giugno 1879 – San Pier d'Arena, 22 febbraio 1912) è stato un pittore e decoratore italiano.

## Biografia

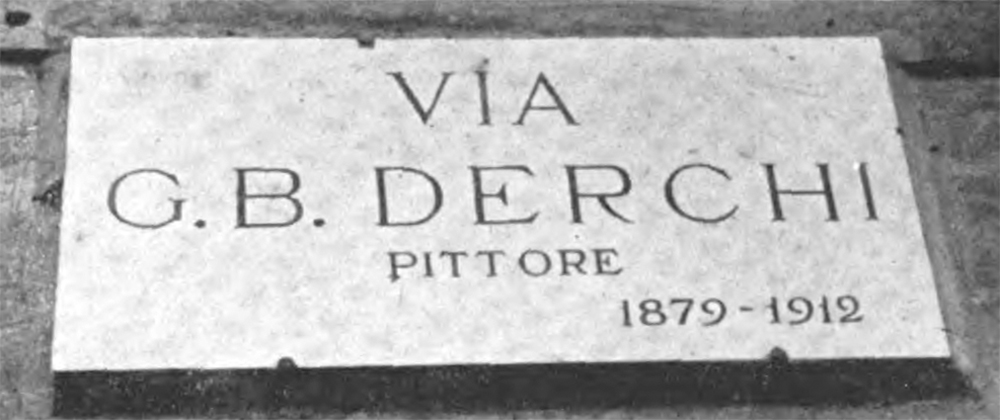
La targa della via dedicata a Giovanni Battista Derchi a Sampierdarena

Nacque da Antonio Martino Derchi ed Elena Palazzo, nella casa di famiglia posta in via Colombo 48 a San Pier d'Arena, allora ancora comune autonomo. Nel novembre 1892 si iscrisse all'Accademia ligustica di belle arti, presso la quale studiò fino al 1895, divenendo allievo di Clemente Perosio (1839 – 1899) e avvicinandosi ad altri pittori provenienti da San Pier d'Arena quali Dante Conte, Ernesto Rayper, Angelo Vernazza, Carlo Orgero e Arnaldo Castrovillari. Terminato il percorso di studi all'Accademia, Derchi lavorò come disegnatore industriale all'Ansaldo, ma riprese presto una più intensa attività pittorica, specialmente come decoratore di caffè e teatri.

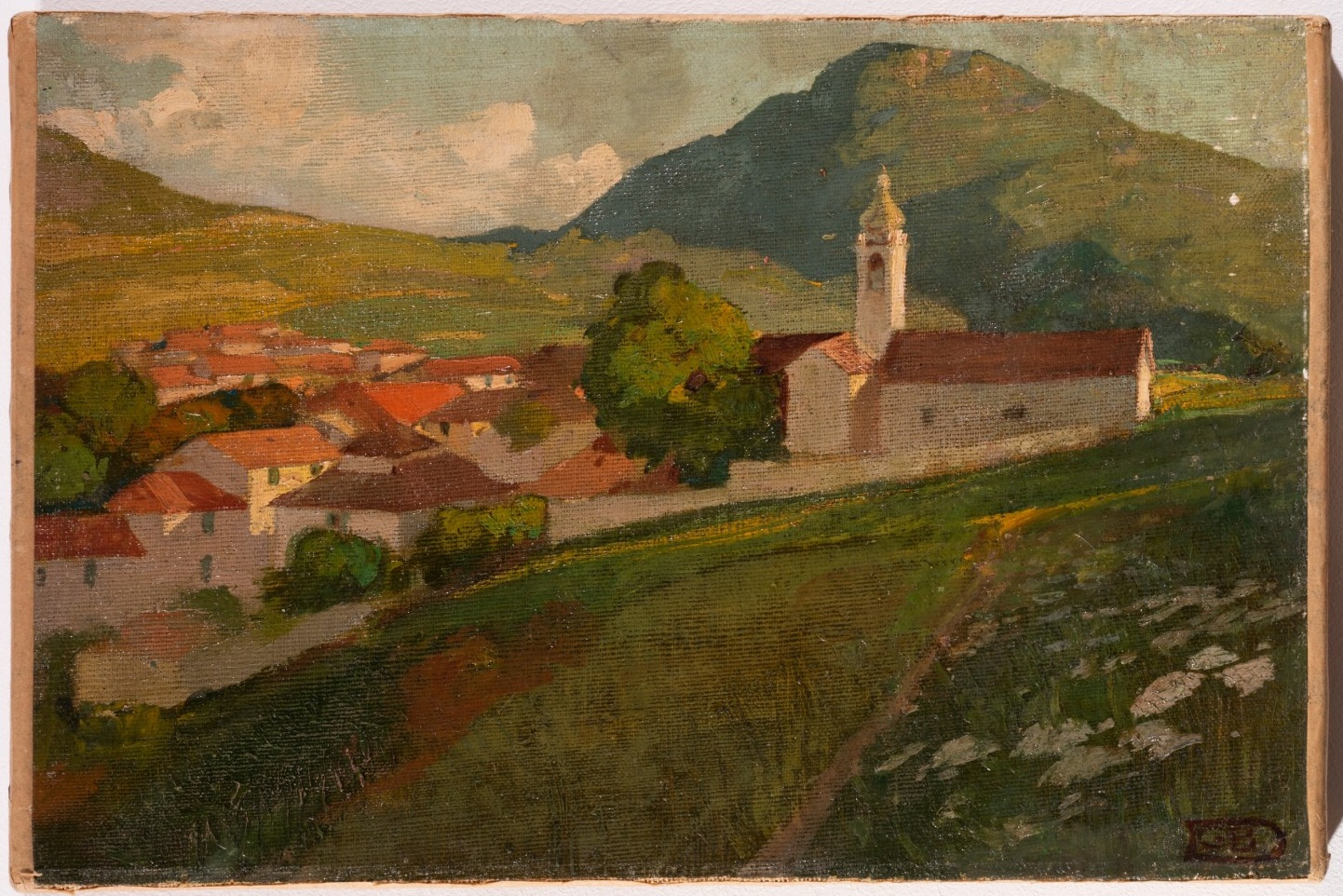
Paese in Collina

Tra il 1901 e il 1904 Derchi affiancò il pittore e decoratore Achille Filippini Fantoni nei suoi lavori: del 1903 la loro decorazione dei portici di Via XX Settembre. Iniziò ad avere svariati committenti nei dintorni di Bergamo in seguito a una sua visita nella zona avvenuta nell'anno 1902 e a suoi contatti con il decoratore Fermo Taragni, con cui svolgerà diversi lavori di decorazione. Opere del Derchi sono presenti a Santa Lucia Vecchia di Bergamo, Villa Sola, Songavazzo e Ponte Selva (frazione di Parre).
Nel 1911 il pittore fu chiamato a staccare un affresco di Luca Cambiaso intitolato Il ratto di Elena e presente a Villa Lomellini-Boccardo per trasferirlo a Villa Scassi. Derchi dipinse numerose vedute di tale villa, peraltro uno degli edifici più caratteristici di San Pier d'Arena, giacché ne fece meta di numerose visite, trovandosi la villa a breve distanza da casa sua in via del Campasso. Afflitto a lungo da una grave malattia, morì verso le ore 24 del 22 febbraio 1912. Nel 1938 al pittore venne intitolata una via a Genova, a Sampierdarena.

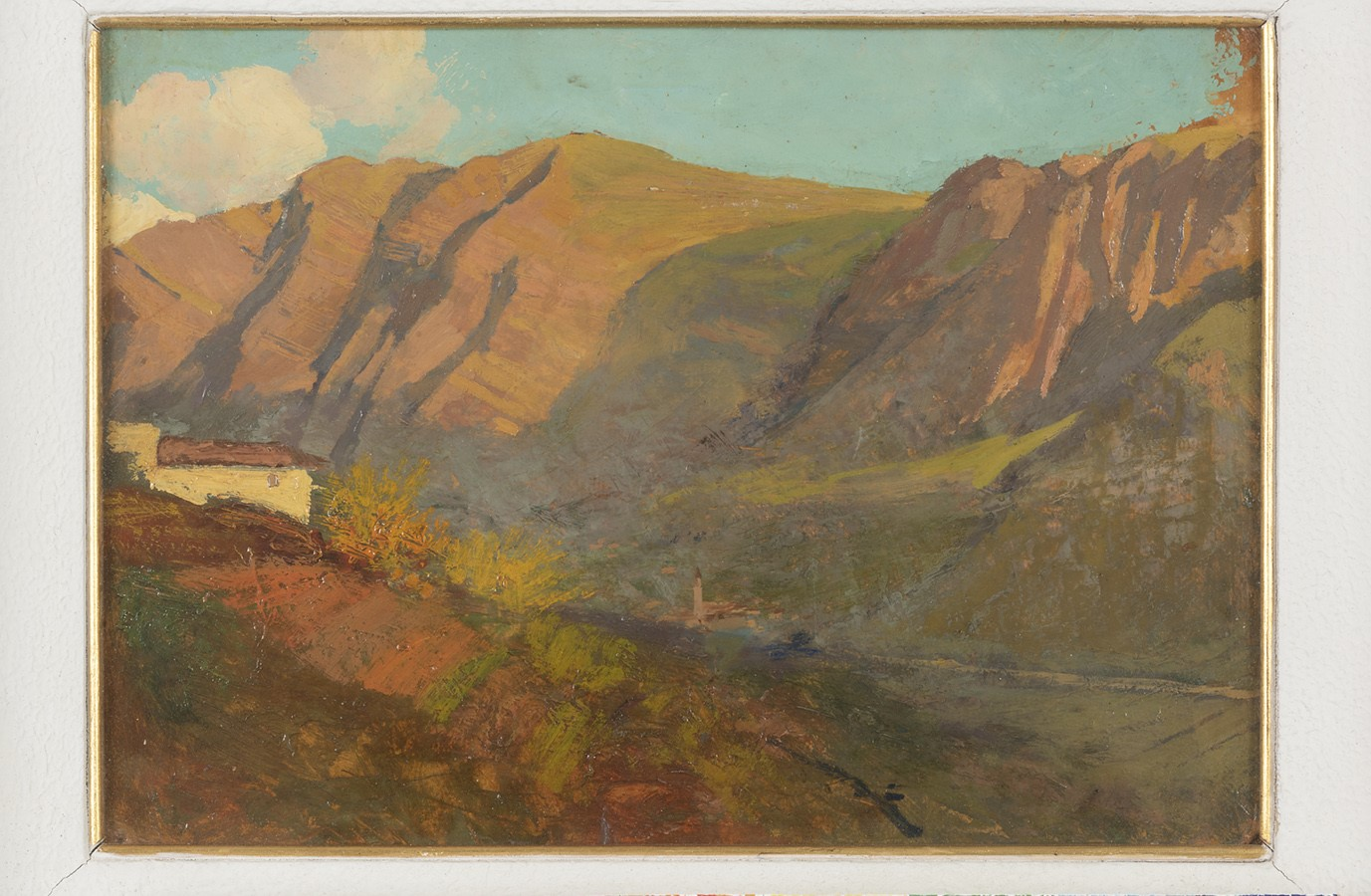
Paesaggio Montano

## Stile

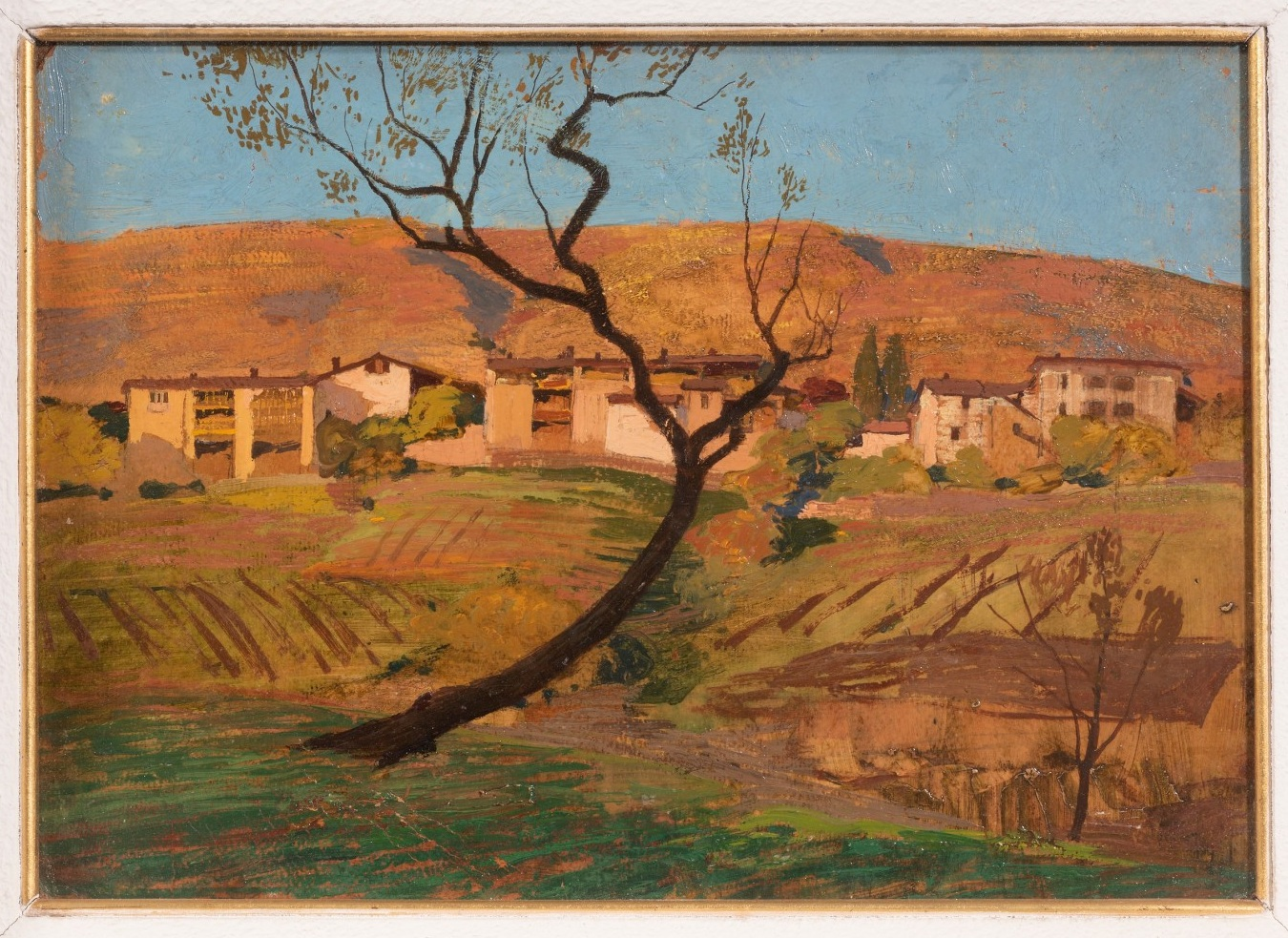
Paesaggio con Albero

La pittura dell'artista fu influenzata dai maestri della Scuola grigia, originaria proprio di Genova. Svariate sue opere sono ricche di luce e di colore, dipinte en plein air similmente a quelle di Serafín Avendaño Martínez e Alberto Issel. Successivamente, Derchi virò verso uno stile più simile ai macchiaioli, alle cui opere fu introdotto da Nicolò Barabino e Antonio Varni, e si ispirò a Giuseppe Abbati e Raffaello Sernesi.